# Aphantopus krymaeus
Aphantopus krymaeus är en fjärilsart som beskrevs av Obraztsov 1936. Aphantopus krymaeus ingår i släktet Aphantopus och familjen praktfjärilar. Inga underarter finns listade i Catalogue of Life.